# Raphaela Neihausen
Raphaela Neihausen é uma cineasta e produtora cinematográfica americana. Como reconhecimento, foi nomeada ao Oscar 2017 na categoria de Melhor Documentário em Curta-metragem por Joe's Violin.